# Föreningen Hemmet för arbeterskor
Föreningen Hemmet för arbeterskor grundades 1898 av bland andra Gerda Meyerson. 
Det sena 1800-talets Stockholm bjöd på stor bostadsbrist och en utsatt grupp var ogifta kvinnor. De var ofta hänvisade till att bo inneboende. För att hjälpa denna grupp grundades Föreningen Hemmet för arbeterskor. 
Först hyrde föreningen några få rum på Kungsholmsgatan 26 men antalet utökades snart. 1899 var det 24 arbeterskor i åren 17 till 40 som hyrde i Hemmet. Där fanns även ett samlingsrum med piano och ett bokförråd. Mot en avgift för gas kunde kvinnorna ordna sin frukost och middag i köket. Kostnaden för belysning fick de också betala medan ved och sänglinne ingick i hyran. Tillsammans bildade kvinnorna en gemensam sjukhjälpsfond och de boende på Hemmet hade fri läkarvård. 1901 utökades beståndet med Åsögatan 79 nb med nio rum.